# لاکسور لاس وگاس
لاکسور لاس وگاس (به انگلیسی: Luxor Las Vegas) نام یک هتل هرمی‌شکل در شهر لاس وگاس در آمریکا است. لاکسور نام انگلیسی شهر اقصر است.
نوک هرم نورافکنی دارد که توسط برخی منابع، روشن‌ترین منبع نورانی ساختمانی کره زمین نام گرفته و نماد فراماسونری نیز می‌باشد.

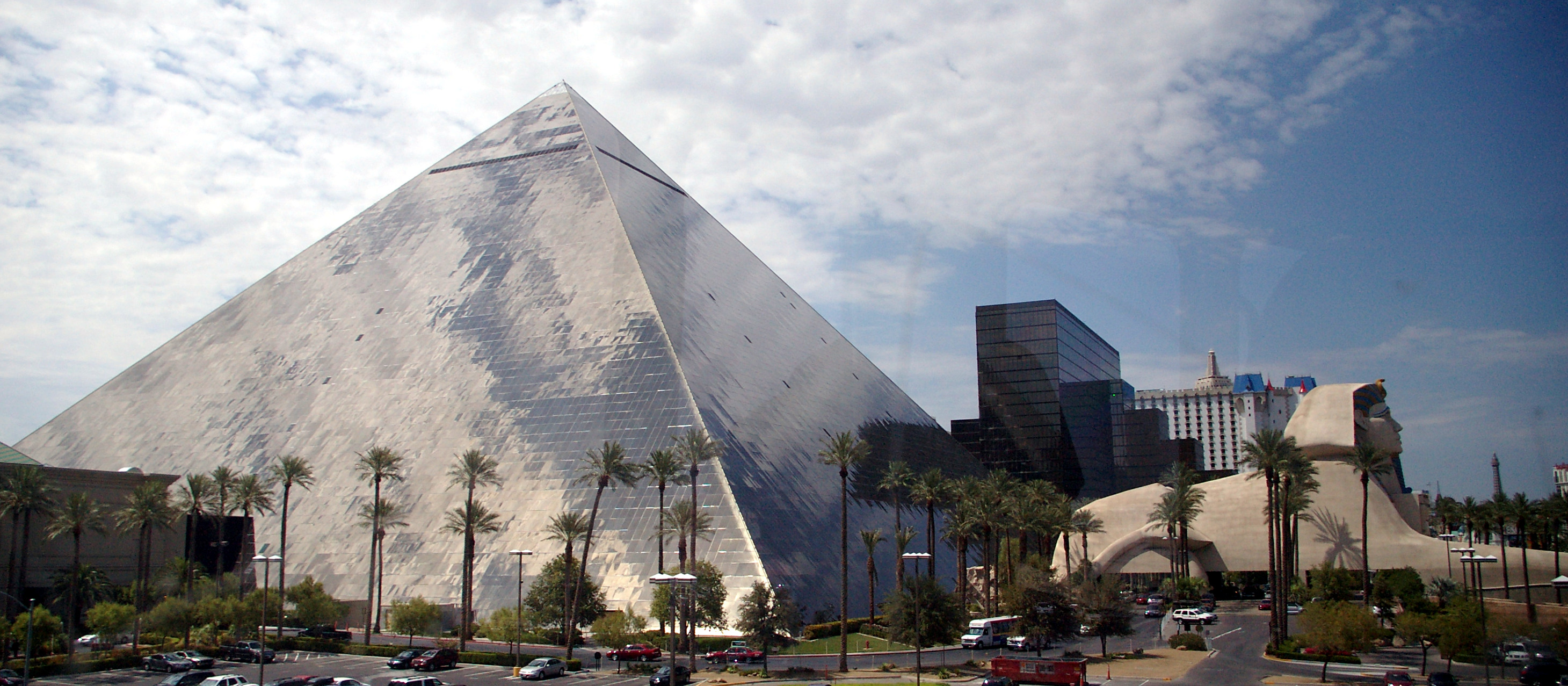